# Бустукін (комуна)
Бустукін (рум. Bustuchin) — комуна у повіті Горж в Румунії. До складу комуни входять такі села (дані про населення за 2002 рік):
- Бустукін (1129 осіб)
- Валя-Пожарулуй (509 осіб)
- Моторджі (108 осіб)
- Немете (122 особи)
- Пожару (390 осіб)
- Пояна-Сечурі (1023 особи)
- Поєніца (366 осіб)
- Чонць (62 особи)

Комуна розташована на відстані 196 км на захід від Бухареста, 36 км на схід від Тиргу-Жіу, 71 км на північ від Крайови.

## Населення
За даними перепису населення 2002 року у комуні проживали 3709 осіб.
Національний склад населення комуни:
| Національність | Кількість осіб | Відсоток |
| -------------- | -------------- | -------- |
| румуни         | 3595           | 96,9%    |
| цигани         | 113            | 3,0%     |
| угорці         | 1              | < 0,1%   |

Рідною мовою назвали:
| Мова      | Кількість осіб | Відсоток |
| --------- | -------------- | -------- |
| румунська | 3708           | > 99,9%  |
| угорська  | 1              | < 0,1%   |

Склад населення комуни за віросповіданням:
| Релігія       | Кількість осіб | Відсоток |
| ------------- | -------------- | -------- |
| православні   | 3675           | 99,1%    |
| адвентисти    | 19             | 0,5%     |
| бретрени      | 10             | 0,3%     |
| п'ятдесятники | 4              | 0,1%     |
| римо-католики | 1              | < 0,1%   |